# Coração Cachorro
"Coração Cachorro" é uma canção de forró eletrônico gravada pelos cantores brasileiros Ávine Vinny e Matheus Fernandes e lançada como um single sem álbum no dia 10 de setembro de 2021.

## Composição
A canção fala de uma história onde "após o término de um relacionamento, passado o período de reclusão voluntário e superada a saudade, a pessoa se sente mais disposta e topa o convite de um amigo para sair". Entretanto, chegando no bar, como cantado por Ávine, "deu tudo errado, olhei pro lado. Era você na outra mesa, acompanhada". No refrão, a "amargura vira deboche" ao cantar: "auuu [uivo] / Late coração cachorro / Late coração". Neste momento, aparece "o som típico de teclados e baterias eletrônicas da pisadinha". A ideia do uivo veio do compositor PG do Carmo, e o compositor Daniel dos Versos foi responsável por transformar o que seria "Coração Acorrentado" em "Coração Cachorro". Segundo ele, "Ninguém espera que o coração uive. Foi o que fez a música ficar realmente fora da curva. Quando terminamos, já sabíamos que seria sucesso [...] [O uivo] Era o encaixe. Uma melodia muito forte, com refrão marcante, pegajoso, dançante. Uma música fácil de viralizar no TikTok. Chiclete.
O uivo do refrão é inspirado no refrão melódico de "Same Mistake", do cantor inglês James Blunt, lançado em 2007. Segundo Lucas Prata Fortes, pesquisador do forró eletrônico, "É uma memória afetiva subvertida. Você tem uma música que tocou muito há 14 anos, num contexto de balada romântica gringa, e você transforma em algo que jamais imaginaríamos, uma solução debochada para uma situação triste. Isso somado à pisadinha, que é dançante. Quando toca em festas, as pessoas dançam e dão risada."

## Recepção
"Coração Cachorro" se tornou um dos maiores hits do final de 2021. Até dezembro, foram realizadas cerca de 90 milhões de reproduções em áudio e vídeo e mais de 1 milhão de vídeos no TikTok. A canção permaneceu por mais de 30 dias consecutivos em primeiro lugar no ranking do Spotify. James Blunt elogiou a canção, dizendo que "[q]uando você ouve, não consegue tirar da cabeça", e achou "fantástica" a inspiração do uivo em sua canção "Same Mistake". Ele elogiou os autores pela música "divertida" e agradeceu pela chance de ampliar seu público no Brasil. Num acordo amigável, os compositores de "Coração Cachorro" cederam 20% dos direitos autorais de Blunt.

## Créditos
Adaptados do Spotify.
| - Ávine Vinny - intérprete - Matheus Fernandes - intérprete - Igor Costa - produtor - Brenno Lucena - compositor - Daniel dos Versos - compositor |  | - Felipe Love - compositor - Fellipe Panda - compositor - James Blunt - compositor - PG do Carmo - compositor - Riquinho da Rima - compositor |

## Paradas musicais
| Parada (2021)                     | Posição de pico |
| --------------------------------- | --------------- |
| Brasil (Top 100 Brasil)           | 14              |
| Brasil (Top 10 Forró)             | 1               |
| Mundo Global Excl. US (Billboard) | 45              |
| Portugal (AFP)                    | 48              |

| Parada (2021)             | Posição de pico |
| ------------------------- | --------------- |
| Brasil (Top 50 Streaming) | 2               |